# فيبين
فيبين هي بلدية فرنسية تقع في إقليم الأردين التابعة لمنطقة غراند إيست. 